# Орлов, Александр Васильевич (1878—1941)
Алекса́ндр Васи́льевич Орло́в (1878, село Макковеево, Касимовский уезд, Рязанская губерния — 27 апреля 1941) — иерей Русской православной церкви, причислен к лику святых как священноисповедник в 2000 году Священным синодом Русской православной церкви.

## Биография
Родился в семье учителя церковно-приходской школы Василия Евдокимовича Орлова (позднее принял сан диакона). Закончил церковно-приходскую школу и духовное училище.
В 1913 году принял диаконский сан и стал служить в Покровском храме села Макковеева. В возрасте тридцати пяти лет женился на Екатерине Васильевне Кивотовой.
В 1928 году был рукоположён во иерея архиепископом Рязанским и Шацким Иувеналием и назначен в храм Святой Великомученицы Параскевы села Шеянки (ныне Шеенки). Был духовником блаженной Матроны Анемнясевской.
30 июня 1935 года был арестован вместе со многими священнослужителями Касимовской земли по делу «попов Правдолюбовых и больного выродка Матрёны Беляковой». На всех допросах защищал свою духовную дочь. 2 августа того же года был приговорён к пяти годам исправительно-трудовых лагерей. Наказание отбывал на Соловках (1935—1937) и лагпункте Сосновец, Медвежьегорсклаг, Карелия (1937—1940).
Летом 1940 года после освобождения вернулся в Касимовский уезд. В заключении подорвал здоровье и вскоре после возвращения, 27 апреля 1941 года, скончался.
Канонизирован 27 декабря 2000 года решением Священного синода Русской православной церкви как священноисповедник.
Тропарь священноисповеднику Александру Орлову, глас 4
Не убоя́вся страда́ний в жи́зни вре́менней,/ ко Христу́ ду́шу твою́ устреми́л еси́,/ иере́йское служе́ние от Го́спода прие́м,/ да́же до сме́рти сохрани́л еси́ ве́рность Ему́./ Священному́чениче Алекса́ндре,/ не забу́ди хра́м тво́й и па́ству твою́:// моли́ спасти́ся душа́м на́шим.
Кондак священноисповеднику Александру Орлову, глас 6
Апо́стольская словеса́/ е́же жи́ти и умира́ти Го́спода ра́ди/ в се́рдце твое́м прие́мь,/ священному́чениче Алекса́ндре,/ темни́цу, у́зы и тя́жкия ско́рби,/ по си́х же и сме́рть за Христа́ му́жественне претерпе́л еси́,/ научи́в ча́да твоя́ пе́ти ра́достно:/ жи́знь моя́ е́сть Христо́с,// и сме́рть приобре́тение.